# دروباك

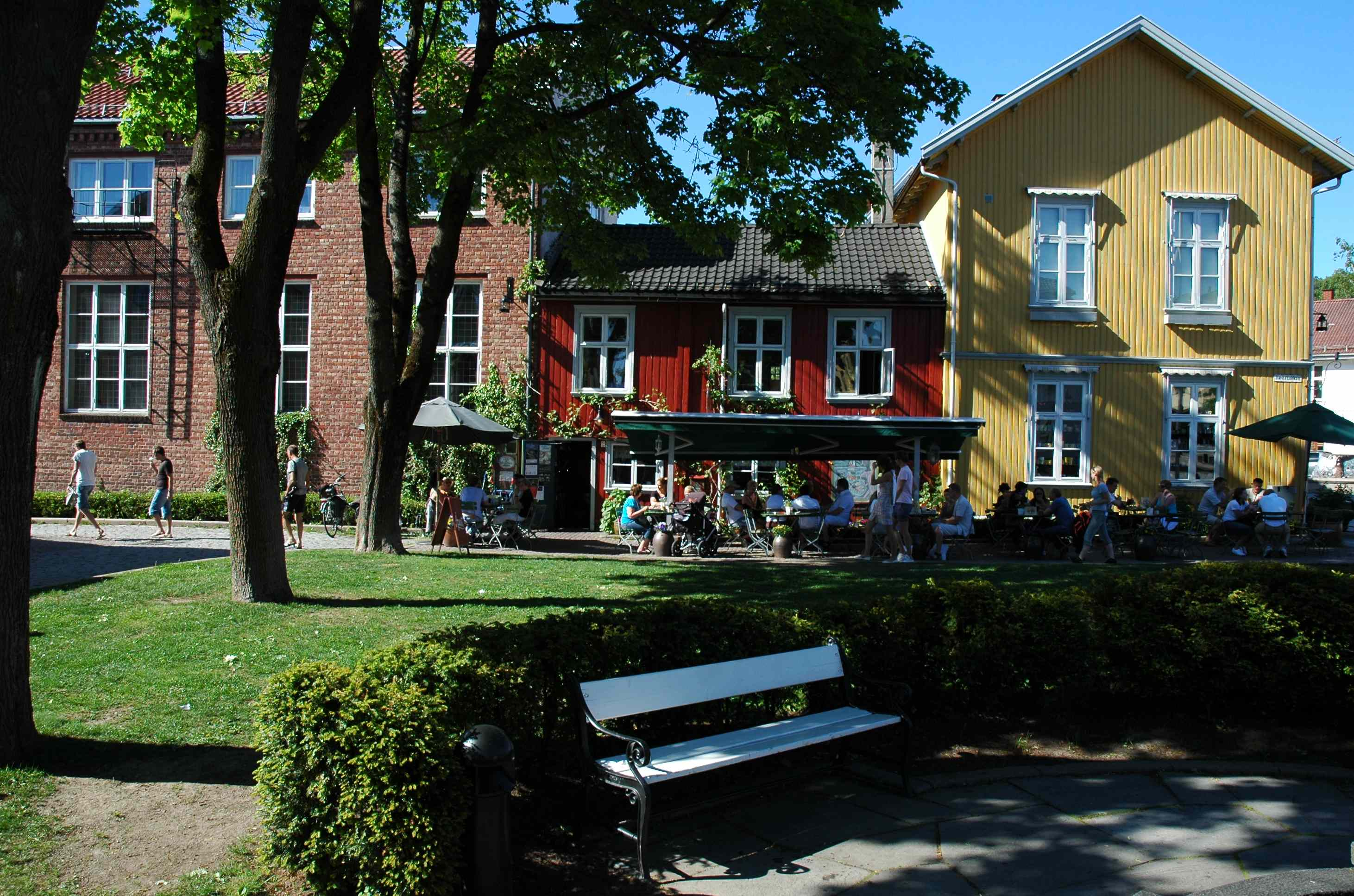
المخبز السابق في دروباك

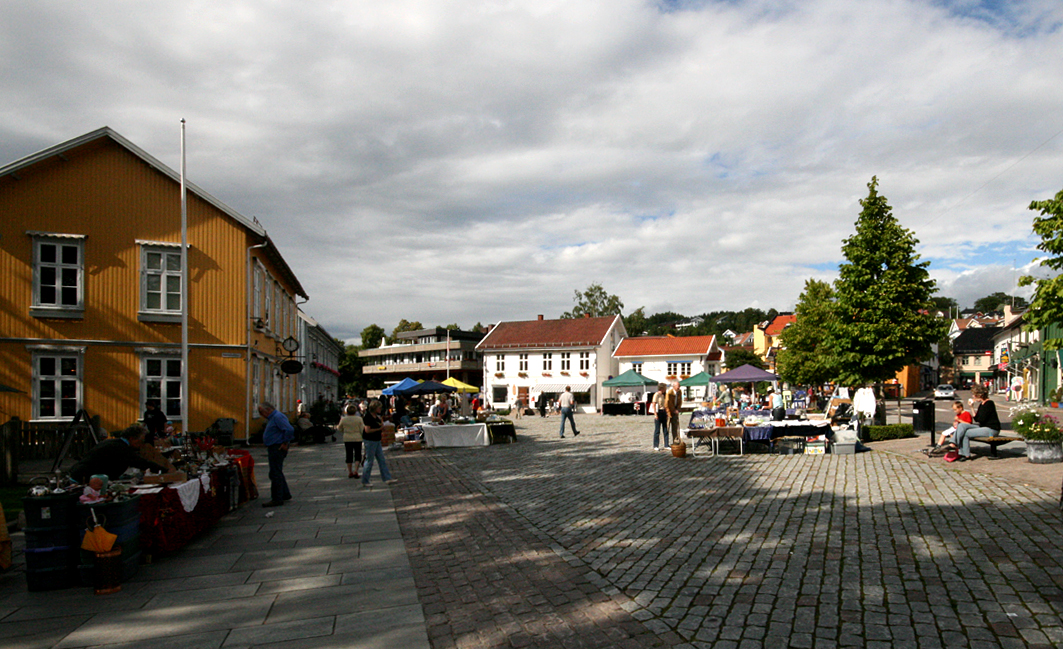
ساحة دروباك

دروباك (بالنرويجية: Drøbak)‏ هي بلدة ومركز بلدية فروغن في مقاطعة آكرشوس، النرويج.

## توأمة
لدروباك اتفاقيات توأمة مع كل من:
- ميته
- Åmål Municipality [الإنجليزية]‏

## أعلام
- بينت براسك
- غونار إيزاشسين
- أنديرس بيدرسن
- فيغو برون
- كريستيان إغن
- غونار أندرسن
- أكسل سميث
- ويلهلم بيترز

## روابط خارجية
- Visit Drøbak (بالإنجليزية)